# Фикара
Фикара (итал. Ficarra) је насеље у Италији у округу Месина, региону Сицилија.
Према процени из 2011. у насељу је живело 793 становника. Насеље се налази на надморској висини од 451 м.

## Становништво
Према резултатима пописа становништва 2011. у општини је живело 1.566 становника.
| 1936. | 1951. | 1961. | 1971. | 1981. | 1991. | 2001. | 2011. |
| ----- | ----- | ----- | ----- | ----- | ----- | ----- | ----- |
| 3.230 | 3.324 | 3.186 | 2.660 | 2.274 | 2.020 | 1.803 | 1.566 |

## Партнерски градови
- Виђевано